# Jonathan Velásquez
Jonathan Steven Velásquez Salazar (Cali, Valle del Cauca, 12 de enero de 1995) es un futbolista colombiano. Juega como centrocampista.

## Clubes
| Club                | País      | Año  |
| ------------------- | --------- | ---- |
| Deportivo Cali      | Colombia  | 2013 |
| Jaguares de Córdoba | Colombia  | 2014 |
| Depor F.C.          | Colombia  | 2015 |
| Heredia             | Guatemala | 2016 |
| Atlético F. C.      | Colombia  | 2017 |

## Palmarés

### Campeonatos nacionales
| Título    | Club     | País     | Año  |
| --------- | -------- | -------- | ---- |
| Primera B | Jaguares | Colombia | 2014 |